# Protheca hispida
Protheca hispida là một loài bọ cánh cứng thuộc họ Ptinidae.